# Persea pallida
Persea pallida là loài thực vật có hoa trong họ Nguyệt quế. Loài này được (Nees) Oliv. miêu tả khoa học đầu tiên năm 1880.